# راینهولد ترپلر
راینهولد ترپلر (انگلیسی: Reinhold Trampler; ۲۶ ژوئیهٔ ۱۸۷۷ – ۲۱ دسامبر ۱۹۶۴) شمشیرباز اهل اتریش بود.